# Шуван
Шуван (Шуан) — река в России, протекает в Арбажском районе Кировской области. Устье реки находится в 85 км по левому берегу реки Пижма. Длина реки составляет 37 км, площадь водосборного бассейна 282 км².
Исток реки находится восточнее села Верхотулье (Верхотульское сельское поселение) в 17 км к северо-западу от посёлка Арбаж. Течёт на юго-восток, притоки Горюнок, Чернушка, Елховка, Арбаж (все — левые). В среднем течении на реке стоит райцентр, посёлок Арбаж, и деревни Подсосновка и Мостолыги. В посёлке на Шуване плотина, образующая Арбажское водохранилище. Ниже посёлка Арбаж и впадения крупнейшего притока, реки Арбаж, Шуван поворачивает на юг и входит в ненаселённую заболоченную низину, прилегающую к Пижме. За километр до устья протекает озеро Шуван.

## Данные водного реестра
По данным государственного водного реестра России относится к Камскому бассейновому округу, водохозяйственный участок реки — Вятка от города Котельнич до водомерного поста посёлка городского типа Аркуль, речной подбассейн реки — Вятка. Речной бассейн реки — Кама.
По данным геоинформационной системы водохозяйственного районирования территории РФ, подготовленной Федеральным агентством водных ресурсов:
- Код водного объекта в государственном водном реестре — 10010300412111100037105
- Код по гидрологической изученности (ГИ) — 111103710
- Код бассейна — 10.01.03.004
- Номер тома по ГИ — 11
- Выпуск по ГИ — 1